# Saint-Crépin-d’Auberoche
Saint-Crépin-d’Auberoche település Franciaországban, Dordogne megyében. Lakosainak száma 336 fő (2022. január 1.). Saint-Crépin-d’Auberoche Saint-Geyrac, Saint-Pierre-de-Chignac és Bassillac et Auberoche községekkel határos.

## Népesség
A település népessége az elmúlt években az alábbi módon változott:
| Lakosok száma | 191  | 237  | 229  | 273  | 310  | 341  | 356  | 342  | 335  | 336  |
|               | 1968 | 1982 | 1990 | 2006 | 2013 | 2015 | 2017 | 2019 | 2020 | 2022 |